# Tirreno-Adriatico 2019
La Tirreno-Adriatico 2019, cinquantaquattresima edizione della corsa, valida come settima prova dell'UCI World Tour 2019 categoria 2.UWT, si svolse in sette tappe dal 13 al 19 marzo 2019 su un percorso di 1 048,55 km, con partenza da Lido di Camaiore, che ospita la cronometro a squadre, e arrivo a San Benedetto del Tronto, sede della cronometro individuale finale. La vittoria fu appannaggio dello sloveno Primož Roglič, il quale completò il percorso in 25h28'00", alla media di 41,171 km/h, precedendo il britannico Adam Yates e il danese Jakob Fuglsang.
Sul traguardo di San Benedetto del Tronto 140 ciclisti, su 161 partiti da Lido di Camaiore, portarono a termine la competizione.

## Tappe
| Tappa  | Data     | Percorso                                                                | km       | Vincitore di tappa | Leader cl. generale |
| ------ | -------- | ----------------------------------------------------------------------- | -------- | ------------------ | ------------------- |
| 1ª     | 13 marzo | Lido di Camaiore > Lido di Camaiore (cron. a squadre)                   | 21,5     | Mitchelton-Scott   | Michael Hepburn     |
| 2ª     | 14 marzo | Camaiore > Pomarance                                                    | 195      | Julian Alaphilippe | Adam Yates          |
| 3ª     | 15 marzo | Pomarance > Foligno                                                     | 226      | Elia Viviani       | Adam Yates          |
| 4ª     | 16 marzo | Foligno > Fossombrone                                                   | 221      | Aleksej Lucenko    | Adam Yates          |
| 5ª     | 17 marzo | Colli al Metauro > Recanati                                             | 180      | Jakob Fuglsang     | Adam Yates          |
| 6ª     | 18 marzo | Matelica > Jesi                                                         | 195      | Julian Alaphilippe | Adam Yates          |
| 7ª     | 19 marzo | San Benedetto del Tronto > San Benedetto del Tronto (cron. individuale) | 10,05    | Victor Campenaerts | Primož Roglič       |
| Totale | Totale   | Totale                                                                  | 1 048,55 |                    |                     |

## Squadre e corridori partecipanti
| N.      | Cod. | Squadra                    |
| ------- | ---- | -------------------------- |
| 1-7     | SKY  | Team Sky                   |
| 11-17   | ALM  | AG2R La Mondiale           |
| 21-27   | AST  | Astana Pro Team            |
| 31-37   | TBM  | Bahrain-Merida             |
| 41-47   | BRD  | Bardiani CSF               |
| 51-57   | BOH  | Bora-Hansgrohe             |
| 61-67   | CPT  | CCC Team                   |
| 71-77   | COF  | Cofidis, Solutions Crédits |
| 81-87   | DQT  | Deceuninck-Quick-Step      |
| 91-97   | EF1  | EF Education First         |
| 101-107 | GAZ  | Gazprom-RusVelo            |
| 111-117 | GFC  | Groupama-FDJ               |

| N.      | Cod. | Squadra                       |
| ------- | ---- | ----------------------------- |
| 121-127 | ICA  | Israel Cycling Academy        |
| 131-137 | LTS  | Lotto Soudal                  |
| 141-147 | MTS  | Mitchelton-Scott              |
| 151-157 | MOV  | Movistar Team                 |
| 161-167 | NSK  | Neri Sottoli Selle Italia KTM |
| 171-177 | TDD  | Team Dimension Data           |
| 181-187 | TJV  | Team Jumbo-Visma              |
| 191-197 | TKA  | Team Katusha Alpecin          |
| 201-207 | SUN  | Team Sunweb                   |
| 211-217 | TFS  | Trek-Segafredo                |
| 221-227 | UAD  | UAE Team Emirates             |

## Dettagli delle tappe

### 1ª tappa
- 13 marzo: Lido di Camaiore > Lido di Camaiore – Cronometro a squadre – 21,5 km

Risultati
| Pos. | Squadra          | Tempo  |
| ---- | ---------------- | ------ |
| 1    | Mitchelton-Scott | 22'25" |
| 2    | Team Jumbo-Visma | a 7"   |
| 3    | Team Sunweb      | a 22"  |

| Pos. | Corridore        | Squadra    | Tempo  |
| ---- | ---------------- | ---------- | ------ |
| 1    | Michael Hepburn  | Mitchelton | 22'25" |
| 2    | Brent Bookwalter | Mitchelton | s.t.   |
| 3    | Luke Durbridge   | Mitchelton | s.t.   |

### 2ª tappa
- 14 marzo: Camaiore > Pomarance – 195 km

Risultati
| Pos. | Corridore          | Squadra     | Tempo    |
| ---- | ------------------ | ----------- | -------- |
| 1    | Julian Alaphilippe | Deceuninck  | 4h48'09" |
| 2    | Greg Van Avermaet  | CCC         | s.t.     |
| 3    | Alberto Bettiol    | Educ. First | s.t.     |

| Pos. | Corridore        | Squadra    | Tempo    |
| ---- | ---------------- | ---------- | -------- |
| 1    | Adam Yates       | Mitchelton | 5h10'34" |
| 2    | Brent Bookwalter | Mitchelton | s.t.     |
| 3    | Primož Roglič    | Jumbo      | a 7"     |

### 3ª tappa
- 15 marzo: Pomarance > Foligno – 226 km

Risultati
| Pos. | Corridore        | Squadra    | Tempo    |
| ---- | ---------------- | ---------- | -------- |
| 1    | Elia Viviani     | Deceuninck | 5h26'45" |
| 2    | Peter Sagan      | Bora       | s.t.     |
| 3    | Fernando Gaviria | UAE        | s.t.     |

| Pos. | Corridore        | Squadra    | Tempo     |
| ---- | ---------------- | ---------- | --------- |
| 1    | Adam Yates       | Mitchelton | 10h37'19" |
| 2    | Brent Bookwalter | Mitchelton | s.t.      |
| 3    | Primož Roglič    | Jumbo      | a 7"      |

### 4ª tappa
- 16 marzo: Foligno > Fossombrone – 221 km

Risultati
| Pos. | Corridore       | Squadra    | Tempo    |
| ---- | --------------- | ---------- | -------- |
| 1    | Aleksej Lucenko | Astana     | 5h16'29" |
| 2    | Primož Roglič   | Jumbo      | s.t.     |
| 3    | Adam Yates      | Mitchelton | s.t.     |

| Pos. | Corridore     | Squadra    | Tempo     |
| ---- | ------------- | ---------- | --------- |
| 1    | Adam Yates    | Mitchelton | 15h53'42" |
| 2    | Primož Roglič | Jumbo      | a 7"      |
| 3    | Tom Dumoulin  | Sunweb     | a 50"     |

### 5ª tappa
- 17 marzo: Colli al Metauro > Recanati – 180 km

Risultati
| Pos. | Corridore      | Squadra    | Tempo    |
| ---- | -------------- | ---------- | -------- |
| 1    | Jakob Fuglsang | Astana     | 4h39'32" |
| 2    | Adam Yates     | Mitchelton | a 40"    |
| 3    | Primož Roglič  | Jumbo      | a 56"    |

| Pos. | Corridore      | Squadra    | Tempo     |
| ---- | -------------- | ---------- | --------- |
| 1    | Adam Yates     | Mitchelton | 20h33'48" |
| 2    | Primož Roglič  | Jumbo      | a 25"     |
| 3    | Jakob Fuglsang | Astana     | a 35"     |

### 6ª tappa
- 18 marzo: Matelica > Jesi – 195 km

Risultati
| Pos. | Corridore          | Squadra    | Tempo    |
| ---- | ------------------ | ---------- | -------- |
| 1    | Julian Alaphilippe | Deceuninck | 4h42'11" |
| 2    | Davide Cimolai     | Israel     | s.t.     |
| 3    | Elia Viviani       | Deceuninck | s.t.     |

| Pos. | Corridore      | Squadra    | Tempo     |
| ---- | -------------- | ---------- | --------- |
| 1    | Adam Yates     | Mitchelton | 25h15'59" |
| 2    | Primož Roglič  | Jumbo      | a 25"     |
| 3    | Jakob Fuglsang | Astana     | a 35"     |

### 7ª tappa
- 19 marzo: San Benedetto del Tronto > San Benedetto del Tronto – Cronometro individuale – 10,05 km

Risultati
| Pos. | Corridore          | Squadra     | Tempo  |
| ---- | ------------------ | ----------- | ------ |
| 1    | Victor Campenaerts | Lotto       | 11'23" |
| 2    | Alberto Bettiol    | Educ. First | a 3"   |
| 3    | Jos van Emden      | Jumbo       | a 4"   |

| Pos. | Corridore      | Squadra    | Tempo     |
| ---- | -------------- | ---------- | --------- |
| 1    | Primož Roglič  | Jumbo      | 25h28'00" |
| 2    | Adam Yates     | Mitchelton | a 1"      |
| 3    | Jakob Fuglsang | Astana     | a 30"     |

## Evoluzione delle classifiche
| Tappa              | Vincitore          | Classifica generale Maglia azzurra | Classifica a punti Maglia arancione | Classifica scalatori Maglia verde | Classifica giovani Maglia bianca | Classifica a squadre Numero giallo |
| ------------------ | ------------------ | ---------------------------------- | ----------------------------------- | --------------------------------- | -------------------------------- | ---------------------------------- |
| 1ª                 | Mitchelton-Scott   | Michael Hepburn                    | non assegnata                       | non assegnata                     | Laurens De Plus                  | Mitchelton-Scott                   |
| 2ª                 | Julian Alaphilippe | Adam Yates                         | Julian Alaphilippe                  | Julian Alaphilippe                | Laurens De Plus                  | Team Jumbo-Visma                   |
| 3ª                 | Elia Viviani       | Adam Yates                         | Mirco Maestri                       | Natnael Berhane                   | Laurens De Plus                  | Team Jumbo-Visma                   |
| 4ª                 | Aleksej Lucenko    | Adam Yates                         | Mirco Maestri                       | Aleksej Lucenko                   | Sam Oomen                        | EF Education First                 |
| 5ª                 | Jakob Fuglsang     | Adam Yates                         | Adam Yates                          | Aleksej Lucenko                   | Sam Oomen                        | EF Education First                 |
| 6ª                 | Julian Alaphilippe | Adam Yates                         | Mirco Maestri                       | Aleksej Lucenko                   | Sam Oomen                        | EF Education First                 |
| 7ª                 | Victor Campenaerts | Primož Roglič                      | Mirco Maestri                       | Aleksej Lucenko                   | Sam Oomen                        | EF Education First                 |
| Classifiche finali | Classifiche finali | Primož Roglič                      | Mirco Maestri                       | Aleksej Lucenko                   | Sam Oomen                        | EF Education First                 |

Maglie indossate da altri ciclisti in caso di due o più maglie vinte
- Nella 3ª tappa Natnael Berhane ha indossato la maglia verde al posto di Julian Alaphilippe.
- Nella 6ª tappa Jakob Fuglsang ha indossato la maglia arancione al posto di Adam Yates.

## Classifiche finali

### Classifica generale - Maglia azzurra
| Pos. | Corridore          | Squadra    | Tempo     |
| ---- | ------------------ | ---------- | --------- |
| 1    | Primož Roglič      | Jumbo      | 25h28'00" |
| 2    | Adam Yates         | Mitchelton | a 1"      |
| 3    | Jakob Fuglsang     | Astana     | a 30"     |
| 4    | Tom Dumoulin       | Sunweb     | a 1'25"   |
| 5    | Thibaut Pinot      | Groupama   | a 2'32"   |
| 6    | Julian Alaphilippe | Deceuninck | a 2'34"   |
| 7    | Wout Poels         | Sky        | a 2'42"   |
| 8    | Simon Clarke       | EF         | a 3'01"   |
| 9    | Sam Oomen          | Sunweb     | a 3'12"   |
| 10   | Rui Costa          | UAE        | a 3'18"   |

### Classifica a punti - Maglia arancione
| Pos. | Corridore          | Squadra    | Punti |
| ---- | ------------------ | ---------- | ----- |
| 1    | Mirco Maestri      | Bardiani   | 31    |
| 2    | Adam Yates         | Mitchelton | 27    |
| 3    | Julian Alaphilippe | Deceuninck | 26    |
| 4    | Alberto Bettiol    | EF         | 23    |
| 5    | Jakob Fuglsang     | Astana     | 22    |

### Classifica scalatori - Maglia verde
| Pos. | Corridore          | Squadra      | Punti |
| ---- | ------------------ | ------------ | ----- |
| 1    | Aleksej Lucenko    | Astana       | 35    |
| 2    | Jakob Fuglsang     | Astana       | 34    |
| 3    | Adam Yates         | Mitchelton   | 25    |
| 4    | Julian Alaphilippe | Deceuninck   | 23    |
| 5    | Davide Gabburo     | Neri Sottoli | 20    |

### Classifica giovani - Maglia bianca
| Pos. | Corridore         | Squadra | Tempo     |
| ---- | ----------------- | ------- | --------- |
| 1    | Sam Oomen         | Sunweb  | 25h31'12" |
| 2    | Tiesj Benoot      | Lotto   | a 25"     |
| 3    | Matej Mohorič     | Bahrain | a 1'50"   |
| 4    | Ruben Guerreiro   | Katusha | a 5'03"   |
| 5    | S. Kragh Andersen | Sunweb  | a 15'44"  |

### Classifica a squadre
| Pos. | Squadra            | Tempo     |
| ---- | ------------------ | --------- |
| 1    | EF Education First | 75h51'29" |
| 2    | Trek-Segafredo     | a 2'30"   |
| 3    | Team Sunweb        | a 6'09"   |
| 4    | Lotto Soudal       | a 9'14"   |
| 5    | Astana Pro Team    | a 13'27"  |